# Гордієнко Єгор Степанович
Гордіє́нко Єго́р Степа́нович (1812, м. Охтирка — 5 березня 1897, м. Харків)— фармаколог і фармацевт, доктор медицини (1838), професор, громадський діяч.

## Життєпис
Народився у дворянській сім'ї. Закінчив Харківську гімназію, у 1832 році — медичний факультет Харківського університету (з відзнакою). У 1833—1836 роки читав лекції з фармакології. 1836—1837 ад'юнкт кафедри фармації і фармакології. 1837 — професор кафедри хімії, 1838—1859 — завідувач кафедри фармації і фармаколології цього університету. 1839—1841 — у закордонному відрядженні. Працював в університетах Берліна, Відня, Парижа. Привіз на батьківщину інструменти для очолюваних ним фармацевтичної і хімічної лабораторій. 1855—1856 — завідувач відділення військового тимчасового госпіталю у Харкові. Пожертвував університету 3000 крб. і 198—198 томів книг.
Після реформи 1861 року — член Харківського губернського з селянських справ присутсвія, потім — голова Харківської повітової земської управи, 1870 — Харківський міський голова, 1879—1881 — член комісії графа Е. Т. Баранова з дослідження залізничної справи в Росії.

## Наукова діяльність
Зробив науковий опис Слов'янських соляних озер. Досліджував дію та шляхи використання натуральних і штучних мінеральних вод. Досліджував рідину хворих на холеру, особливості технічного приготування горілки та пива в Харківській губернії. Дав історичний огляд діяльності Харківських повітових закладів.
Почесний член Паризького фармацевтичного товариства (1841), почесний член Харківського університету (1858).

## Творчий спадок
«О фабричной промышленности в Харьковской губернии вообще, и о приготовлении спиртных житкостей в особенности». — Х., 1847; «Химическое исследование перекопской серной воды». — Одеса, 1861; «О переустройстве железнодорожного дела в России по проекту С. С. Полякова». — М.,1885; «Исторический обзор деятельности Харьковских земских учреждений»
- Гордеенко Е. Харьковское городское самоуправление, нужды его и недостатки, состояние общественного хозяйства и промыслов г. Харьков / Е. Гордеенко. – Харьков : Тип. Губерн. Правления, 1883?. – 29 с. [Архівовано 24 вересня 2020 у Wayback Machine.]